# 卢玉胜
卢玉胜（1972年3月—），福建永泰人，汉族，无党派人士。中华人民共和国政治人物、第十三届全国人民代表大会福建省代表。

## 生平
2018年，卢玉胜被选为福建省出席第十三届全国人民代表大会代表。